# Kazimierz Urban

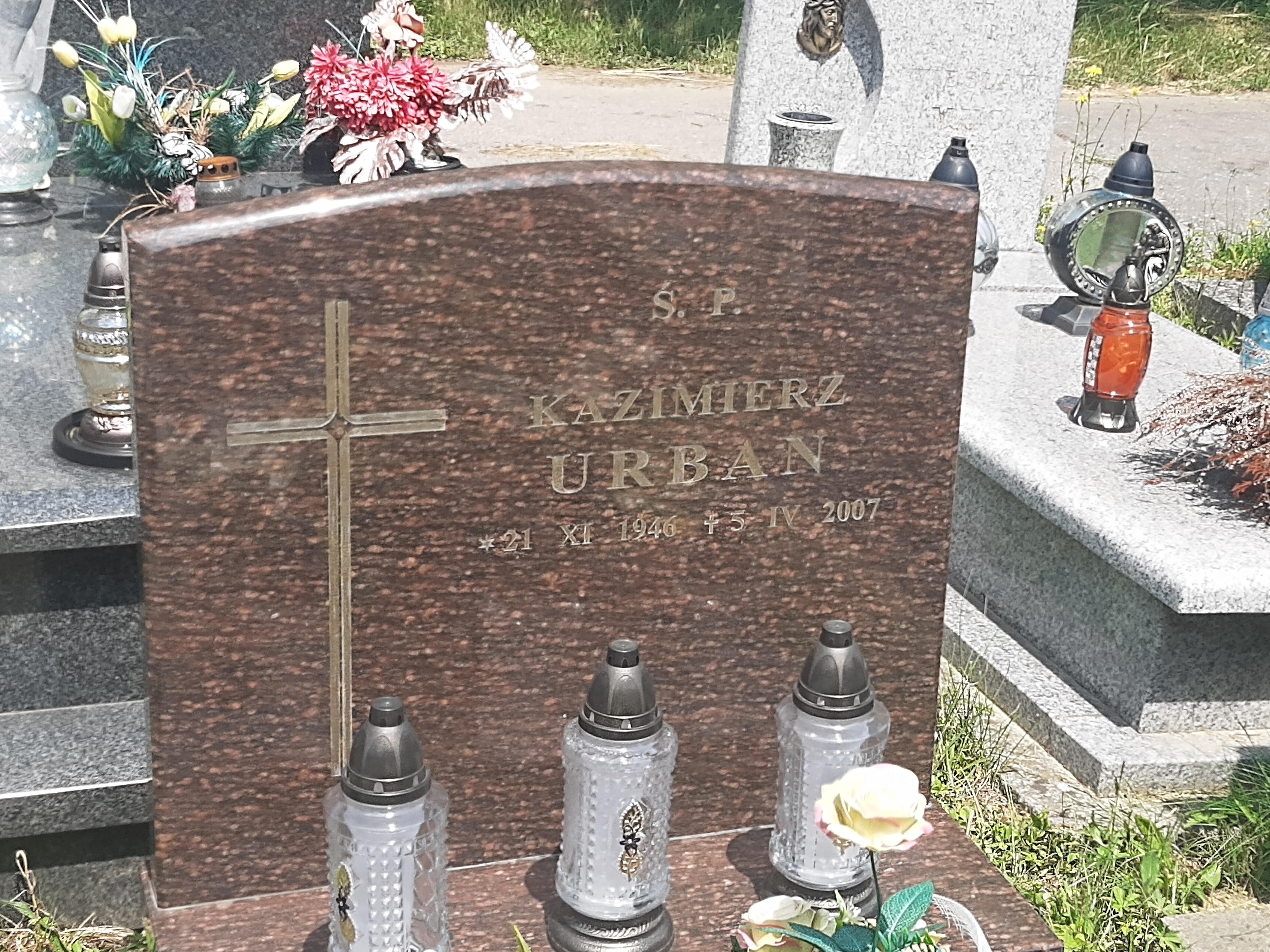
Grób Kazimierza Urbana na Cmentarzu Prądnik Czerwony

Kazimierz Urban (ur. 21 listopada 1946 w Bieździedzy; zm. 5 kwietnia 2007 w Krakowie) – polski politolog, religioznawca, specjalista w zakresie stosunków wyznaniowych i narodowościowych, profesor Akademii Ekonomicznej w Krakowie.

## Życiorys
Ukończył studia historyczne na Uniwersytecie Jagiellońskim. W 1970 został zatrudniony w Katedrze Nauk Politycznych Akademii Ekonomicznej w Krakowie. Doktorat w zakresie nauk humanistycznych uzyskał w Uniwersytecie Jagiellońskim (1980 r.). Habilitował się na Wydziale Nauk Historycznych Uniwersytetu Wrocławskiego na podstawie dorobku oraz rozprawy pt. Kościół Prawosławny w Polsce 1945-1970 (z zagadnień stabilizacji życia kościelnego). Po uzyskaniu stopnia doktora habilitowanego był kierownikiem Katedry Nauk Politycznych na Wydziale Ekonomii i Stosunków Międzynarodowych krakowskiej AE. Odznaczony Złotym Krzyżem Zasługi w 2003, wcześniej w 1987 otrzymał Srebrny Krzyż Zasługi
Został pochowany na cmentarzu Batowickim w Krakowie (kw. G-XL-2-3).

## Główne publikacje
- Polityka wyznaniowa w Polsce Ludowej : wybrane problemy i dokumenty (współautor: Andrzej Popiela), Kraków 1982
- Kościół prawosławny w Polsce 1945-1970 (z zagadnień stabilizacji życia kościelnego), Kraków 1992
- Mniejszości religijne w Polsce 1945-1991 (zarys statystyczny), Kraków 1994
- Kościół prawosławny w Polsce 1945-1970 (rys historyczny), Kraków 1996
- Kościół prawosławny w Polsce w latach 1944-1956. Studia i materiały, Kraków 1998
- Z dziejów Kościoła Prawosławnego na Dolnym Śląsku 1946-1956. Pamięci księdza Mitrata Stefana Bieguna (1903-1983), Białystok 1998
- Ks. Stefan Biegun (1903-1983). Zapis jednego życia, Kraków 2000
- Luteranie i metodyści na Mazurach 1945-1957. Wybór materiałów, (red. naukowy), Kraków 2000
- Zbory niemieckie Kościoła Ewangelicko-Augsburskiego w Polsce 1948-1970. Wybór materiałów, Kraków 2003
- Cmentarze żydowskie, synagogi i domy modlitwy w Polsce w latach 1944-1966 (wybór materiałów) (red. naukowy), Kraków 2006
- Ksiądz Atanazy Semeniuk 1904-1996 : (życie długie, trudne i ciekawe...), Warszawa 2007
- Mniejszości religijne w Polsce po II wojnie światowej. Szkice i materiały (wydanie pośmiertne, oprac. Czesław Bywalec), Kraków 2012